# Lætitia Sadier
Lætitia Sadier (även Laetitia Sadier eller Seaya Sadier), född 6 maj 1968 i Vincennes nära Paris, är en fransk musiker, mest känd som sångerska i gruppen Stereolab.
Sadier träffade Tim Gane från indiebandet McCarthy i slutet av 1980-talet. De blev snart ett par, och när McCarthy lade ner 1990 bildade de Stereolab tillsammans. Sadier har även haft sidoprojektet Monade tillsammans med Rosie Cuckston från Pram, och medverkat på inspelningar av flera namnkunniga artister, bland andra Blur, Luna, High Llamas och Mouse on Mars. 2010 gav hon ut sitt första soloalbum The Trip.
Hon har en son tillsammans med Gane, född 1998.

## Diskografi
Soloalbum
- The Trip (2010)
- Silencio (2012)

Singlar
- New Wave (tillsammans med Common)	 (2003)
- La Nouvelle Chanson Francaise / J'ai Peur (tillsammans med Momotte) (2008)
- La Piscine, An Invitation By Laetitia Sadier To Keep On Swimming (2011)
- Je Ne Vois Que Vous (tillsammans med Benjamin Schoos) (2012)